# Wadim Selmanowitsch Faibissowitsch

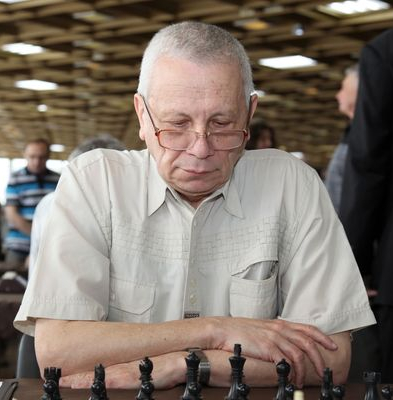
Wadim Faibissowitsch, 2016

Wadim Selmanowitsch Faibissowitsch (russisch Вадим Зельманович Файбисович; * 8. Mai 1944 in Tschussowoi, Oblast Molotow) ist ein russischer Schachspieler und -trainer.

## Werdegang
Wadim Faibissowitsch kam 1944 in der Oblast Molotow zur Welt, in der seine aus Leningrad evakuierten Eltern damals lebten. Er absolvierte ein Studium am Leningrader Institut für Präzisionsmechanik und Optik. Ende 1962 wurde er Erster bei der sowjetischen Meisterschaft mit der Leningrader Auswahl am Jugendbrett. Er nahm an mehreren Leningrader Stadtmeisterschaften teil und gewann drei Mal: 1965, 1969 und 1977. Seit 1965 trug er den Titel eines nationalen Meisters. 1967 gewann er mit der sowjetischen Mannschaft die XIV. Studentenolympiade in Harrachov. Zwei Jahre später holte Faibissowitsch den ersten Platz beim XI. internationalen Turnier des Zentralen Schachklubs der UdSSR in Vilnius mit 8 Punkten aus 11. Einen halben Punkt hinter ihm landete Albert Kapengut, den dritten Platz belegte Juri Rasuwajew.
1993 verlieh die FIDE Faibissowitsch den Titel Internationaler Meister. 1999 und 2000 wurde er mit dem Sollentuna SK Erster bei der schwedischen Mannschaftsmeisterschaft. Bei der europäischen Mannschaftsmeisterschaft der Senioren erzielte er mit dem St. Petersburger Team 2012 in Rogaška Slatina den zweiten und 2015 in Wien den ersten Platz. Ebenfalls mit dem Team aus Sankt Petersburg gewann er die Mannschaftsweltmeisterschaft der Senioren (über 65 Jahre) 2014 in Vilnius. Seit 1986 ist er als Nachwuchstrainer im ehemaligen Leningrader Pionierpalast tätig, außerdem arbeitete er zeitweise in der Smyslow-Schachschule. Zudem beschäftigt er sich mit der Geschichte des Schachspiels seiner Heimatstadt.
Seine aktuelle Elo-Zahl beträgt 2352 (Stand: Mai 2016); die bisher höchste Elo-Zahl war 2460 im Januar 1978.

## Werke
- S. Iwanow, A. Kentler, W. Faibissowitsch, B. Chropow: Schachmatnaja letopis Peterburga. 1900-2005. Tschempionaty goroda. Kosta, Sankt-Peterburg 2005, ISBN 9785984080323. (russisch)